# 北九州イノベーションギャラリー
北九州イノベーションギャラリー（きたきゅうしゅうイノベーションギャラリー）は、福岡県北九州市八幡東区東田にある産業技術等に関する展示・体験施設。英称はKitakyushu Innovation Gallery and Studioで、略称はKIGS（キグス）。
正式名称は北九州産業技術保存継承センター。

## 概要
北九州市の発展を支えてきた、モノづくりにかかわる人材・技術・産業遺産の保存・継承、人材育成、イノベーションの機会創出を目的として、八幡製鐵所発祥の地である東田地区に2007年4月21日にオープンした。
ギャラリーのほか、独自に調査・制作した「企業の産業技術」、「技術革新の事例集」、「産業遺産情報」、「産業技術年表」などのデータベースを公開している。また、隣接する工房棟では木工、金属加工、溶接、3Dモデリングなどをすることができ、実験的な制作やモノ作り体験などの人材育成プログラムを実施している。

## 休館
北九州市は北九州イノベーションギャラリーを2021年3月末で休館とし、スペースワールド跡地に開設予定の新科学館の一部（別棟）として、2022年春に再オープンさせる計画である。

## 所在地
- 福岡県北九州市八幡東区東田2-2-11

## 交通
- JR九州鹿児島本線 スペースワールド駅より徒歩5分。
- 北九州高速5号線枝光駅より1.4km。

## 周辺
- 北九州市立いのちのたび博物館
- 北九州市科学館
- 北九州市環境ミュージアム
- 東田第一高炉跡広場
- イオンモール八幡東